# Орден «Різдво Христове»
Орден «Різдво Христове» — це загальноцерковний орден Української Православної Церкви (Московського Патріархату). Його встановлено для відзначення особистих заслуг єпископату, духовенства, мирян, а також державних діячів, військових, працівників культури та мистецтв, освітян за справи благодійництва, милосердя, відродження духовності, утвердження канонічного Православ'я протягом 2000 року.

## Статут

### Загальні положення
Орден «Різдво Христове» встановлено для відзначення особистих заслуг єпископату, духовенства, мирян, а також
державних діячів, військових, працівників культури та мистецтв, освітян за справи благодійництва, милосердя, відродження
духовності, утвердження канонічного Православ'я протягом року.
Нагородження орденом здійснюється за благословенням Предстоятеля Української Православної Церкви.
Особі, нагородженій орденом, вручаються орден і грамота.
Нагородження вдруге, з врученням одного й того ж ордена одного й того ж ступеня, не проводиться.
Орденом нагороджуються громадяни України та іноземні громадяни.
Відзнака "Орден «Різдво Христове» має два ступені. Найвищим ступенем ордена є І ступінь.
Нагородження орденом проводиться послідовно, починаючи з II ступеня.

### Порядок представлення до нагродження
Нагородження проводиться за поданням правлячих архієреїв на ім'я Митрополита Київського та всієї України.
Вносити пропозиції про нагородження орденом можуть також органи законодавчої, виконавчої та судової влади.
Рішення про нагородження приймається Комісією з нагороджень.

### Порядок вручення
Вручення ордена проводиться в урочистій обстановці.
Орден, як правило, вручає Предстоятель Української Православної Церкви або, за його благословенням, єпархіальний архієрей.
Орден носять з правого боку грудей.
У випадку втрати (псування) ордена дублікат не видається.

## Вигляд
Орден І ступеня виготовляється з міді та покривається позолотою (товщина покриття — 0,2 мк).
Відзнака має форму багатопроменевої зірки, на яку накладено хрест. Сторони хреста, через які проходять по три золоті
промені, залито емаллю оливкового кольору.
У середині хреста — круглий медальйон, в центрі якого розміщені рельєфний хрест-монограма св. рівноап. Костянтина
Великого у вигляді двох перехрещених літер «Р» і «Х» та дві літери грецької абетки «альфа» та «омега», залиті емаллю
червоного кольору.
Коло медальйона оздоблено 12 стразами червоного кольору «під рубін».
На зворотному боці — застібка для прикріплення ордена до одягу та вигравіювано номер відзнаки.
Розмір ордена між протилежними кінцями хреста — 65×65 мм, діаметр медальйона — 28 мм.
Орден ІІ ступеня виготовляється з міді та покривається сріблом (товщина покриття — 9 мк).
Відзнака має форму багатопроменевої зірки, на яку накладено хрест. Сторони хреста, через які проходять по три золоті
промені, залито емаллю синього кольору.
У середині хреста — круглий медальйон, у центрі якого розміщений рельєфний хрест-монограма св. рівноап. Константина
Великого у вигляді двох перехрещених літер «Р» і «Х» та дві літери грецької абетки «альфа» та «омега», залиті емаллю
синього кольору.
Коло медальйона оздоблено 12 стразами білого кольору.
На зворотному боці — застібка для прикріплення ордена до одягу та вигравіювано номер відзнаки.
Розмір ордена між протилежними кінцями хреста — 65×65 мм, діаметр медальйона — 28 мм.

## Кавалери
- Єфрем (Кицай) (19 січня 2000, I ступеня)

### Сайти
- Нагороди та титули Української Православної Церкви 2009